# Klaas Lodewyck
Klaas Lodewyck, född 24 mars 1988 i Roeselare, är en professionell belgisk tävlingscyklist. Han blev professionell 2009 med Topsport Vlaanderen-Mercator.

## Karriär
Klaas Lodewyck vann Omloop Het Nieuwsblad för juniorer 2005. Samma år slutade han också tvåa på Pavé de Roubaix bakom Michael Bär. Under 2006 vann han juniortävlingen Münsterland Tour och i slutet av september blev han trea på Keizer der Juniores Koksijde.
Under säsongen 2007 gjorde han sitt genombrott som U23-cyklist när han vann en etapp på Ronde de l'Oise och en etapp på Triptyque des Barrages. Han slutade Triptyque des Barrages på andra plats bakom Gediminas Bagdonas. Lodewijk slutade tvåa på nationsmästerskapens linjelopp för U23-cyklister bakom Pieter Muys. Han slutade GP Joseph Bruyère på andra plats bakom Simas Kondrotas och trea på Omloop van de Grensstreek (Wervik), en tävling som Stijn Joseph vann framför Nico Kuypers.
Lodewyck blev kontrakterad av Rabobank Continental Team inför 2008. Han slutade trea på Omloop van het Waasland-Kemzeke bakom de professionella cyklisterna Niko Eeckhout och Bobbie Traksel. I juni samma år slutade han tvåa på etapp 4 av U23-tävlingen Thüringen-Rundfahrt bakom den ukrainska cyklisten Roman Kononenko.
Han blev professionell med Topsport Vlaanderen inför säsongen 2009. Karriären började bra när han under sin första tävling, Étoile de Bessèges, slutade trea på etapp 1 bakom fransmännen Jimmy Casper och Sébastien Chavanel. Lodewyck slutade på femte plats på etapp 2 av Driedaagse van West-Vlaanderen bakom Danilo Napolitano, Bobbie Traksel, Denis Flahaut och Kevyn Ista. På etapp 6 av Post Danmark Rundt 2009 slutade belgaren på fjärde plats bakom Sebastian Siedler, Matti Breschel och Baden Cooke.

## Stall
- 2008 Rabobank Continental Team
- 2009 Topsport Vlaanderen-Mercator